# Cesare Siepi
Cesare Siepi né le 10 février 1923 à Milan et mort le 5 juillet 2010 à Atlanta, est un chanteur lyrique (basse) italien. 

## Biographie
Autodidacte, Cesare Siepi débute en se présentant à un concours de chant à Florence en 1941en remportant le premier prix. Il fait ses débuts la même année au Teatro civico de Schio, en Vénétie, dans le rôle de Sparafucile dans Rigoletto de Verdi. Pour avoir refusé d'intégrer l'armée fasciste italienne  il est interné dans un camp de prisonniers politiques en Suisse.
De 1945 jusqu'à sa retraite en 1994, il fut un interprète (avant tout mozartien et verdien, mais aussi wagnérien et moussorgskien) très demandé, en raison de sa prestance physique hollywoodienne autant que de sa voix grave, sonore, flexible et veloutée. Il est du reste apparu à Broadway comme avant lui Ezio Pinza.
De 1950 à 1974, il chanta 24 saisons d'affilée au Metropolitan Opera de New York, tout en se produisant à Milan, à Vienne et au Festival de Salzbourg.
Il laisse une foule d'enregistrements (dont 5 Don Giovanni), dont les sommets sont Don Giovanni dirigé par Wilhelm Furtwängler (avec Elisabeth Schwarzkopf et Elisabeth Grümmer, 1953) et Les Noces de Figaro (rôle de Figaro) dirigé par Erich Kleiber (avec Lisa della Casa, 1955). Mais il sert avec autant de bonheur le répertoire verdien (Philippe II dans Don Carlo, Fiesco dans Simone Boccanegra, Silva dans Ernani) et français (Méphisto dans Faust de Gounod).
Il fait ses adieux définitifs en 1994 avec le rôle d'Oroveso (Norma de Bellini).

## Un chanteur de légende
Cesare Siepi est considéré comme l'une des meilleures basses de tous les temps. Son interprétation de Mozart en particulier reste unique. Il possédait un véritable génie de l'interprétation, tant sur le plan scénique, grâce à un physique de rêve, que vocal, grâce à la couleur sombre et satinée de sa voix. 
Basse noble, possédant un grave d'une grande suavité, il possédait également un aigu parfaitement maîtrisé qui a conduit certains critiques plus sensibles à la tessiture qu'à la couleur de la voix à le classer à tort parmi les barytons-basses (qu'on le compare à Ruggero Raimondi pour bien différencier les deux catégories). 
La grande basse américaine des années 1980 et 1990 Samuel Ramey déclarait dans un entretien en 2005 que, de toutes les basses qu'il avait écoutées (Fédor Chaliapine, Ezio Pinza, Nicolaï Ghiaurov...), Cesare Siepi était certainement celui qu'il « révérait le plus ». 
Ses enregistrements de Figaro et de Don Giovanni demeurent essentiels, en particulier au niveau de la finesse de sa technique. Entre autres nombreux enregistrements, il a participé à deux gravures du Requiem de Verdi sous la direction d'Arturo Toscanini.
Après avoir mis un terme à sa carrière lyrique, Siepi vécut la fin de sa vie aux États-Unis. C'est la basse bulgare Nicolaï Ghiaurov qui lui succéda à la Scala de Milan.